# Roger Désormière
Roger Désormière (Vichy (Allier), 13 de setembro de 1898 - Paris, 25 de outubro de 1963) foi um maestro e compositor francês. É conhecido por ter dirigido os Ballets Suecos e os Ballets Russos e por ter sido um dos primeiros a gravar, e talvez o melhor, em 1941 a ópera Pélleas et Mélisande de Claude Debussy .

## Biografia
Entrou no Conservatório de Paris, realizando os cursos de flauta com Philippe Gaubert, de harmonia com Xavier Leroux, de orquestra com Vincent d'Indy e de contraponto e fuga com Charles Koechlin. Formou com Henri Sauguet, Maxime Jacob e Henri Cliquet-Pleyel o grupo conhecido como École d'Arcueil. Em 1922 obteve o Prémio Blumenthal.
Foi diretor musical dos Ballets Suecos (1924-1925) e depois dos Ballets Russos de Serguei Diaguilev (1925-1929). Com eles estreou em 1924, Mercure de Erik Satie; en 1925, Barabau, de Vittorio Rieti, La Pastorale de Georges Auric e Jack in the Box, de Satie; em 1927, Pas d'acier de Sergei Prokofiev, e Ode, de Nicolas Nabokov; finalmente, em 1929, Le fils prodigue de Prokofiev.
A partir de 1932, interessou-se pela música para filmes, e dirigiu a música da empresa Pathé-Nathan. Dirigiu no Teatro de La Scala de Milão, no Covent Garden de Londres, na Opéra-Comique de Monte Carlo (1937-1946), na Ópera de Paris (1945) e na BBC de Londres (1946-1947). De 1947 a 1951 dirigiu a Orquestra Nacional de França.
Compôs música de teatro, uma opereta e muitas bandas sonoras de filmes como La Règle du jeu, Arlette et l'amour e L'Homme du jour. Também foi um reconhecido flautista.
Fundou, com Serge Nigg, Louis Durey e Elsa Barraine, a «Association française des musiciens progressistes». Enquanto maestro em Roma em 1950, sofreu uma paralisia que terminou a sua carreira musicas, padecendo de afasia para o resto da sua vida. Morreu em 1963 em consequência de um cancro do pulmão.
Ardente defensor da música contemporânea francesa (Messiaen, Satie, Boulez, Dutilleux, e Duruflé), também soube ressuscitar algumas obras primas esquecidas do passado, editando e dirigindo obras de Rameau, Couperin, e Delalande.
Henri Sauguet dirá dele: 

«Foi o guia, a revelação, o apoio, o animador, o propagador, o apóstolo que fez brilhar a vida presente da nossa arte».— Henri Sauguet
Roger Désormière casou com Colette Steinlen, filha do desenhador e pintor Théophile-Alexandre Steinlen.

## Discografia
- Obras de Pierre Boulez, Igor Stravinski, Luigi Dallapiccola, Erik Satie, Béla Bartók - Concerto radiodifundido em 18/7/1950 no Théâtre des Champs-Élysées ; reed. INA mémoire vive
- Emmanuel Chabrier, L’Étoile - Pathé, 1943 ; reed. Dante Lys
- Claude Debussy, Pelléas et Mélisande - La Voix de son maître, 1941
- Obras de Jacques Ibert, Mikhail Ippolitov-Ivanov, Piotr Ilitch Tchaikovski, Domenico Scarlatti - Decca  (reg. 1951) ; reed. Testament
- Charles Koechlin, Le Buisson ardent e Les Eaux vives - (reg. em 1951 e 1937) ; reed. The Classical Collector
- Francis Poulenc, Les Biches - Léo Delibes, Coppelia e Sylvia - Decca (registos de 1951 e 1950); rééd. Testament
- Les Rarissimes de Roger Desormière : Rimsky-Korsakov, Glazunov, Tchaikovski - Capitol, 1951 ; reed. EMI Classics